# Chenoderus testaceus
Chenoderus testaceus är en skalbaggsart som först beskrevs av Blanchard 1851.  Chenoderus testaceus ingår i släktet Chenoderus och familjen långhorningar. Arten förekommer tillfälligt i Sverige, men reproducerar sig inte. Inga underarter finns listade i Catalogue of Life.